# Turano (Valvestino)
Turano (Törà o Türà in dialetto bresciano) è una frazione del comune di Valvestino, nella omonima valle in provincia di Brescia.
È il capoluogo comunale, sede del municipio e il comune ebbe nome Turano fino a quando nel 1931 cambiò il nome con l'attuale. Fino al XIX secolo fu sede del Consiglio generale della Val Vestino che riuniva in assemblea i rappresentanti delle cinque comunità di Armo, Bollone, Magasa, Moerna, Persone e la stessa Turano.

## Origine del nome
Diverse le ipotesi avanzate sull'origine del nome e secondo alcuni storici il toponimo deriverebbe da Turan, tradotto in "la Signora", la divinità etrusca dell'amore e della fertilità corrispondente alla dea Venere dei Romani. Infatti per costoro i toponimi che mostrano radici di "tiv" o "tur" sarebbero collegabili a nomi di divinità etrusche così come per la frazione di Turano di Fivizzano.  Per altri invece il toponimo è di epoca romana riconducibile alle parole latine "Tres amnes" (tre fiumi), data la confluenza dei tre torrenti che scorrono ai suoi piedi, il Magasino, il Personcino e l'Armarolo o dal gentilizio latino "Tur(r)ius" o "Turus" col suffisso aggettivale -anus che indica una proprietà fondiaria o ancora da "Turris amnis" che significa letteralmente "torre del fiume". Quest'ultima ipotesi, è suffragata da un'antica tradizione popolare locale, trascritta anche da Claudio Fossati (1838-1895) in una pubblicazione del 1894 e dal figlio Donato nel 1931, che ha sempre indicato sul Dosso di Turano la presenza di ruderi di una torre fortificata di origine romana che dominava appunto la Valle e i cui materiali furono usati nel 1240 dal ghibellino Bonifacino da Bollone per edificare, sempre nello stesso luogo, un fortilizio e nei primi anni del 1900 gli ultimi resti furono adoperati per l'edificazione della casa Andreoli, oggi ex ufficio postale. Arnaldo Gnaga nel suo "Vocabolario topografico-toponomastico" sostiene che il toponimo è da ricercarsi nella presenza celtica difatti esso deriverebbe dal gentilizio "Thorius" o da "taur" che significa monte o altura per indicare un paese sorto su un'altura.
Due ultime ipotesi sono avanzate da Carlo Battisti, secondo il quale l'origine è invece da ricercarsi in un gentilizio barbarico, col significato quindi di "terreno di Turano", poiché "il suffisso -anum permette di pensare con una certa probabilità a un fundus appartenente ad un indigeno romanizzato" e da Lino Franceschini per il quale il toponimo Turano conservando l'etimo di base indoeuropeo di "tir" (che corrisponde a "terra" in latino), un riferimento alla sfera della proprietà terriera, sarebbe una variante, come Tirano, Tirolo (località a sud del lago di Garda e del comune di Bolano, in provincia della Spezia), Terlago e Terento, del termine lituano "tyrulia" (vasto e profondo pantano) e del lettone "tirelis", "tirulis" (zona ricca di pantani e acquitrinosa) da cui prende il nome Tyrole, un vasto territorio acquitrinoso in Curlandia, regione della Lettonia.
Il toponimo di Turano è attestato per la prima volta il 15 novembre 928, quando Nokterio, vescovo di Verona, cedeva, con testamento, la giurisdizione e la proprietà della chiesa di "sanctae Mariae de Turano", unitamente ad altre trentine di Bondo, Breguzzo e Bolbeno, al Capitolo stesso.
Presumibilmente ha la stessa origine il toponimo del fondo agricolo Cortörà sito nella vicina Magasa, che è un composto di "cor", che significa corte agricola, fondo, e dell'antico proprietario "Törà", ossia Turano oppure lo Spias dei Törà a Malga Bait nella parte superiore dell'antico abbeveratoio. Nel 1913 il glottologo Carlo Battisti riportò nella sua ricerca sul dialetto della Val Vestino che gli abitanti del luogo venivano soprannominati: "Molète", arrotini.

## Storia
Turano trova la sua origine probabilmente in epoca pre-romana come piccolo insediamento di popolazioni “reto-celtiche”: Stoni o Galli Cenomani.
Nella frazione si trova la pieve di San Giovanni Battista, le cui prime notizie risalgono al 928. Secondo una tradizione locale trascritta dallo storico padre Cipriano Gnesotti, frate cappuccino di Storo, nel 1166 vi sostò, esule da Roma, papa Alessandro III che concesse alla popolazione della Val Vestino l'indulgenza plenaria del "Perdono" nell'ultima domenica di agosto.
Capoluogo della Valle, Turano fu sempre al centro delle vicissitudini storiche che la travagliarono. Così avvenne il 24 agosto 1796 nel corso dell'invasione napoleonica d'Italia, quando circa 80 soldati francesi provenienti dall'accampamento di Storo della divisione del generale Sauret, giunti a Moerna da Bocca Cocca, scesero, a suon di tamburo e tromba, a Turano imponendo ai rappresentanti di Valle il pagamento della "tassa di guerra" consistente in 2.000 lire venete in contanti e altre 3.000 lire in grani e bestiame. In compenso rilasciarono passaporti al pubblico e al privato di poter "a man salva" introdurre in Valle le mercanzie e generi alimentari necessari al sostentamento della popolazione.
La Val Vestino, qualche secolo dopo, non fu pure immune al fenomeno del terrorismo politico che negli anni settanta imperversò in Italia. Nel 1979, nel corso di un'operazione di polizia, fu scoperto a Turano un covo dell'organizzazione Prima Linea che portò all'arresto di quattro esponenti e al sequestro di esplosivo e materiale documentario.

### Il leggendario passaggio di papa Alessandro III in Valle nel 1166
Un'antica leggenda nata sulla fine del Quattrocento inizio del Cinquecento narra che sul finire del 1166, precisamente nel mese di ottobre, passò sui monti del Bresciano e in Val Vestino il papa Alessandro III, esule da Roma, sostenitore dei liberi comuni, incalzato dagli imperiali dell'imperatore Federico I Barbarossa e contestato nella sua autorità da quattro antipapa. Questo racconto è stato insistentemente riportato oralmente nei secoli dalla popolazione locale e trascritto dagli storici, ma ritenuto dai più degli stessi privo di prove certe e concordanti, tra questi Cipriano Gnesotti, ecclesiastico storese, nelle sue Memorie delle Giudicarie del 1700, ma il ripetersi della leggenda in tre zone geografiche ben distanti fra loro è sorprendente.
A Turano di Valvestino si rievoca, nell'ultima domenica del mese, la Festa del Perdono ove ogni persona, pentita e confessata, che abbia visitato la chiesa di San Giovanni Battista, vengono rimesse completamente tutte le colpe, questa cerimonia ecclesiastica fu istituita, secondo la tradizione, dal papa Alessandro III riconoscente dell'ospitalità e della protezione dei valligiani, nonostante la Valle fosse di fede ghibellina e soggetta alla famiglia Lodron, pure di fede imperiale, prima di riprendere il suo percorso, si ipotizza, in Val Sabbia passando, per qualcuno, da Capovalle o da Bocca Cocca-Cingolo Rosso. Secondo Attilio Mazza si può supporre che tale Festa del Perdono sia piuttosto da collegare al Perdono d'Assisi del 1216 che si celebra il 2 agosto mentre Cipriano Gnesotti ipotizza che: "cadendo in quest'ultima domenica la Consacrazione della Chiesa Rettorale, nella quale in allora sia concessa una indulgenza per chiamarvi que' popolani a farne l'anniversaria adorazione, e questa si chiama ancora Perdono. Di certo il concorso è grande, e maggiore era tempo fa, quando vi concorreva la milizia nazionale. Bolla di indulgenza non si può mostrare perita, credo, nell'incendio della canonica di Turano"
Del passaggio in Val Sabbia e Val Trompia di Alessandro III le cronache ricordano una lapide murata sulla parete della chiesa di Mura appartenente all'ex pieve di Savallo, mentre il 19 aprile 1545 mons. Donato Savallo, rettore di Marmentino e arciprete della cattedrale di Brescia, ritrova le reliquie insigni che si ritenevano donate da papa Alessandro III transitante per Marmentino fuggendo dall'imperatore Federico Barbarossa, e le colloca devotissimamente sotto l'altar maggiore della chiesa parrocchiale dei Santi Cosma e Damiano. Il papa sembra che abbia donato alla Chiesa una ricca pianeta dorata.

### 1166, il transito dell'imperatore Federico I Barbarossa
Un'antica tradizione orale più volte riportata nei secoli dagli storici, tra questi Cipriano Gnesotti nelle sue Memorie delle Giudicarie e i rapporti segreti dei provveditori veneti di Salò inviati al Consiglio dei Dieci a Venezia nel 1600, racconta che nell'ottobre del 1166 l'imperatore di Germania, Federico I detto il Barbarossa, scese in Italia con il proprio esercito composto da circa 10 000 uomini per la quarta volta con l'intento di strappare all'Imperatore d'Oriente la base che egli manteneva nell'Italia centrale e assoggettare le città ribelli alla politica del Sacro romano impero. Costui, passato per Trento, dopo aver percorso la consueta Valle dell'Adige e vista l'impossibilità di raggiungere Milano data l'ostilità dei Veronesi e dei Castelbarco che avevano sbarrato con ingenti forze la Val Lagarina, espugnato i castelli ghibellini di Rivoli e Appendice, e quella delle città di Brescia e Bergamo, deviò sulla sponda orientale del lago di Garda e imbarcò a Garda i propri armati fino all'approdo di Toscolano.
Qui, guidato dai fedeli conti di Lodrone, feudatari ghibellini, si inerpicò nella Valle del Toscolano, raggiunta la Val Vestino, da Turano salì alla Bocca Cocca e per la mulattiera del monte Cingolo Rosso discese a Lodrone, donde per Bagolino e passo di Croce Domini passò in Valcamonica a Breno e raggiunse così Milano nel mese di novembre. Per alcuni questo passaggio, per altri invece quello di papa Alessandro III avvenuto nello stesso anno nel mese di novembre, sarebbe ricordato da certe lettere incise "in macigno" vicino al luogo denominato Scaletta nel territorio di Bondone presso il monte Cingolo Rosso.
Altri storici non menzionano il fatto, invece, al contrario, tra questi Ludovico Antonio Muratori, sostengono che dalla Valle dell'Adige il Barbarossa ritornò sul suo cammino e puntò al passo del Tonale calando poi nella fedele Valcamonica. Mentre per altri studiosi, i due fatti non sono in contrapposizione fra loro e anzi lecitamente si può supporre per Cipriano Gnesotti un transito breve dell'imperatore passando in Val Vestino con la sola scorta dei Lodron e di poche unità per raggiungere al più presto possibile e in gran segreto Breno, mentre il grosso dell'esercito, vista l'impossibilità di essere traghettato via lago dalle esigue imbarcazioni presenti, un passaggio più lungo a nord nella Valle di Non. delle Giudicarie disposte secondo l'ordine dei tempi, 1786. e nei rapporti segreti dei provveditori veneti di Salò inviati al Consiglio dei Dieci a Venezia nel 1600, racconta che nell'ottobre del 1166 l'imperatore di Germania, Federico I detto il Barbarossa, scese in Italia con il proprio esercito composto da circa 10 000 uomini per la quarta volta con l'intento di strappare all'Imperatore d'Oriente la base che egli manteneva nell'Italia centrale e assoggettare le città ribelli alla politica del Sacro romano impero.
Costui, passato per Trento, dopo aver percorso la consueta Valle dell'Adige e vista l'impossibilità di raggiungere Milano data l'ostilità dei Veronesi e dei Castelbarco che avevano sbarrato con ingenti forze la Val Lagarina, espugnato i castelli ghibellini di Rivoli e Appendice, e quella delle città di Brescia e Bergamo, deviò sulla sponda orientale del lago di Garda e imbarcò i propri armati fino all'approdo di Toscolano. Qui, guidato dai fedeli conti di Lodrone, feudatari ghibellini, si inerpicò nella Valle del Toscolano, raggiunta la Val Vestino, da Turano salì alla Bocca Cocca e per la mulattiera del monte Cingolo Rosso discese a Lodrone, donde per Bagolino e passo di Croce Domini passò in Valcamonica a Breno e raggiunse così Milano nel mese di novembre. Per alcuni questo passaggio, per altri invece quello di papa Alessandro III avvenuto nello stesso anno nel mese di novembre, sarebbe ricordato da certe lettere incise "in macigno" vicino al luogo denominato Scaletta nel territorio di Bondone sul monte Cingolo Rosso.
Altri storici non menzionano il fatto, invece, al contrario, sostengono che dalla Valle dell'Adige il Barbarossa ritornò sul suo cammino e puntò al passo del Tonale calando poi nella fedele Valcamonica. Quindi sempre per alcuni studiosi, i due fatti non sono in contrapposizione fra loro e anzi lecitamente si può supporre un transito breve dell'imperatore passando in Val Vestino con la scorta dei Lodron e di poche unità per raggiungere Breno, mentre il grosso dell'esercito, vista l'impossibilità di essere traghettato via lago dalle esigue imbarcazioni presenti, un passaggio più lungo a nord nella Valle di Non.

### 1405, il compromesso arbitrale fra la comunità di Storo e quelle di Magasa, Armo, Persone, Moerna e Turano nella Val Vestino causa la lite per i rispettivi confini del monte Tombea
Nel XV secolo è documentata per la prima volta la lite scaturita fra le comunità di Val Vestino, esclusa quella di Bollone, con quella di Storo per lo sfruttamento, possesso e utilizzo dei pascoli d'alpeggio di malga Tombea. Il documento consistente in una pergamena, scritta in latino, conservata presso l'archivio storico del comune di Storo, fu copiato, tradotto e pubblicato dal ricercatore Franco Bianchini nel 2009 e riportato nelle sue parti essenziali da Michele Bella nel 2020. Al centro della discordia vi era la delimitazione del "confine" montano riconducibile con molta probabilità alla zona della conca pascoliva con la sua preziosa pozza d'abbeverata compresa tra il Dosso delle Saette e Cima Tombea, detta la Piana degli Stor, e più a ovest la prateria verso la Valle delle Fontane e la Bocca di Cablone. In quei tempi, a quanto sembra,  non era stato mai definito legalmente a chi appartenesse quel territorio, nessun cippo era stato collocato e la conoscenza dei luoghi era basata sull'usanza e la tradizione orale dei contadini sedimentatasi nel tempo. Le praterie delle comunità valvestinesi erano a quel tempo assai ridotte e le sole malghe Corva, Alvezza, Bait, Selvabella e Piombino non erano sufficienti a soddisfare i bisogni degli allevatori e queste "erbe" d'alta quota erano fondamentali per la sopravvivenza delle comunità rurali locali che necessitavano di ulteriori pascoli ove condurre in estate, dai primi di luglio a circa il 10 agosto, le proprie mandrie. Non si conoscono le cifre esatte dei capi di bestiame di quel secolo, ma una stima del 1946 rende noto che i malghesi potevano disporre per la sola monticazione del monte di circa 180 capi di mucche da latte e manze, terminato il periodo della malga il prativo veniva occupato dal bestiame minuto, capre e pecore, presente nell'alpeggio della Valle di Campei.
La controversia iniziò venerdì 21 agosto del 1405  nella contrada Villa di Condino sulla piazza Pagne "nei pressi della casa comunale presenti il maestro fabbro Glisente del fu maestro fabbro Guglielmo, Giovanni detto Mondinello figlio del fu Mondino, Antonio figlio di Giovanni detto Mazzucchino del fu Picino, tutti costoro della contrada Sàssolo della detta Pieve di Condino; Condinello figlio del fu Zanino detto Mazzola di detta contrada di sotto della soprascritta terra di Condino, ed Antonio detto Rosso, messo pubblico del fu Canale della villa di Por della Pieve di Bono, ora residente nella villa di Valèr della detta Pieve di Bono e predetta diocesi di Trento e molti altri testimoni convocati e richiesti" si unirono in presenza dei due procuratori delle comunità in causa per discutere e cercare un compromesso arbitrale definitivo che ponesse termine alla lite dei confini montani. Il notaio Pietro del fu notaio Franceschino di Isera, cittadino di Trento e abitante nella villa di Stenico delle Valli Giudicarie, con la collaborazione del notaio Paolo, stilò un documento su pergamena, identificando innanzi tutto presenti, valutando i loro mandati e i documenti prodotti dalle parti.
La comunità di Storo era rappresentata da Benvenuto detto “Greco” figlio del fu Bertolino della villa di Storo, "legittimo ed abilitato sindico-procuratore e gestore degli interessi degli uomini e persone nonché della comunità ed universalità di detta villa di Storo, con documento pubblico redatto di mano e con segno notarile di Bartolomeo del fu notaio Paolo della contrada Levì (o Levìdo) della Pieve di Bono, pubblico notaio di licenza imperiale, agente e richiedente da una parte"; mentre quella della Val Vestino da Giovannino del fu Domenico della terra di Turano della Valle di Vestino della diocesi di Trento, "abilitato sindico-procuratore e gestore degli interessi degli uomini e persone nonché della comunità ed universalità delle ville di Magasa, Armo, Persone, Turano e Moerna di detta Valle di Vestino, con documento pubblico redatto di mano e con segno notarile di Franceschino del fu Giovannino fu Martino della terra di Navazzo del Comune di Gargano delle Riviera del Lago di Garda della diocesi di Brescia, agente in sua difesa dall’altra parte". La questione esposta era prettamente confinaria, costoro infatti dichiarano pubblicamente "di voler giungere alla concordia e dovuta risoluzione e pacificazione della lite a lungo vertente fra i predetti uomini e persone e comunità delle terre di Magasa, Armo, Persone, Turano e Moerna della soprascritta Valle di Vestino ed al fine di evitare spese ed eliminare e mitigare danni, scandali, risse e discordie, per il bene della pace e della concordia, affinché perpetuamente e vicendevolmente regni fra le dette parti l’amore, a proposito della lite e questione del monte denominato Tombea situato ed ubicato nei territori e fra i monti e confini degli uomini e delle comunità di dette terre di Magasa, Armo, Persone, Turano e Moerna della soprascritta Valle di Vestino da una parte, ed i monti e confini della comunità ed università della detta terra di Storo dall’altra, poiché a mattina ed a settentrione confinano gli uomini e le persone della Valle di Vestino, ed a mezzogiorno ed a sera confinano gli uomini e persone della detta terra di Storo, la quale lite era la seguente".
Entrambi i procuratori portarono a sostegno delle loro affermazioni testimoni che sostenevano, basandosi sulle antiche tradizioni e consuetudini, che il territorio spettava da tempi immemori a questa o a quell'altra comunità, ma nessun documento scritto fu prodotto a loro favore che permettesse di dimostrare con certezza la proprietà.  Infatti Benvenuto detto “Greco” dichiarò che il monte di Tombea, situato ed insistente fra i suddetti confini e con tutte le sue competenti adiacenze e confinanze, spettava di diritto agli uomini della terra di Storo, e "che lui stesso e gli uomini della comunità di Storo, così come i loro predecessori, già da 10, 20, 30, 50, 80 e 100 anni ed oltre, da non esservi alcuna memoria in contrario, con ogni genere di armenti detti uomini pascolarono sul monte denominato Tombea come territorio di loro libera proprietà, senza alcuna molestia, disturbo o contraddizione da parte degli uomini e persone delle comunità ed universalità delle predette terre di Magasa, Armo, Persone, Turano e Moerna".
Altresì Giovannino del fu Domenico della terra di Turano prontamente ribatté negando la ricostruzione narrata da Benvenuto detto “Greco”  e asserì che il monte Tombea nella sua totalità, con tutte le sue adiacenze e confinanze, spettava di diritto esclusivamente agli uomini delle comunità di Magasa, Armo, Persone, Turano e Moerna ed in nessun altro modo agli uomini di Storo. Vista la divergenza tra le parti, la soluzione migliore per definire la controversia parve a tutti i presenti l'arbitramento. Con questo tipo di contratto le due parti litiganti devolvevano la risoluzione della contesa al giudizio di una o più persone scelte liberamente.  Quindi i due "sindaci" nominarono alcuni pacificatori chiamati pure arbitri, definitori o probiviri.
Benvenuto detto “Greco” scelse, nominò e completamente si affidò a Giacomo figlio del fu Giovannino della terra di Agrone della Pieve di Bono, Giovanni detto Pìzolo, residente nella contrada di Condino, al figlio del fu Guglielmo detto “Pantera” di Locca della Valle di Ledro della diocesi di Trento ed un tempo residente nella terra di Por, il notaio Giacomo della terra di Comighello della Pieve del Bleggio, ed il notaio Giovanni del fu notaio Domenico di Condino. Giovannino fu Domenico scelse, nominò e completamente si affidò a Picino del fu ser Silvestro detto “Toso” della terra di Por, Franceschino fu ser Giovannino della detta terra di Agrone, Giovanni fu ser Manfredino della terra di Fontanedo della Pieve di Bono e Giovanni figlio di Pizino detto “Regia” fu Zanino della contrada di Sàssolo della Pieve di Condino.
Gli arbitri furono investiti dell'autorità "di ascoltare le parti, decidere, definire, giudicare, sentenziare e promulgare, ovvero di disporre e giudicare con relative disposizioni, sentenze e di imporre di non opporsi e ricorrere su quanto deciso e sentenziato in alcuna sede di giudizio, con documenti scritti o senza in qualsiasi sede giuridica, sempre ed in ogni luogo, sia con le pareti avverse presenti o assenti su quanto richiesto e successivamente solennemente deliberato.  Ragion per cui le suddette parti in causa convennero di obbedire ed in toto osservare quanto sarà prescritto nelle loro sentenze di qualunque contenuto ed in qualunque sede giudiziale". 
Fu stabilito che in caso di non osservanza dell'accordo l'applicazione di una ammenda di 200 ducati da versare metà alla camera fiscale del principe vescovo di Trento e l’altra metà al nobile Pietro Lodron "signore generale di dette terre di Magasa, Armo, Persone, Moerna e Turano della Valle di Vestino". Inoltre le parti contraenti si impegnarono di rifondere tutti i danni causati e le spese sostenute con relativi interessi in caso di condanna in sede giudiziale garantendo la quantità di denaro stimata con un'ipoteca di tutti i beni personali in loro possesso, presenti e futuri, e quelli della rispettive comunità.
Al termine Benvenuto detto “Greco” e Giovannino fu Domenico giurarono con tocco di mano sulle sacre scritture di osservare tutte le suddette deliberazioni e chiesero al notaio di stilare un pubblico documento da consegnare ad entrambe le singole parti contendenti.
Fungevano da giudici di appello il nobile Pietro del fu Paride di Lodrone, "quale signore generale degli uomini e persone delle comunità ed università delle terre di Magasa, Armo, Persone, Moerna e Turano della Valle di Vestino e l’onorabile signor Matteo, notaio e cittadino di Trento ed assessore del nobile Erasmo di Thun in Val di Non, vicario generale nelle Giudicarie per conto del principe vescovo di Trento Giorgio nonché generale signore e pastore degli uomini e della comunità di Storo".

### 1511, la grande divisione di pascoli e boschi dei monti Camiolo, Tombea, Dos di Sas e della costa di Ve
Lo studio compiuto da don Mario Trebeschi , ex parroco di Limone del Garda, di una sgualcita e a tratti illeggibile pergamena conservata presso l’Archivio Parrocchiale di Magasa, portò a conoscenza dell’intensivo sfruttamento dei pascoli d’alpeggio, dei boschi, delle acque torrentizie in Val Vestino che fu spesso causa di interminabili e astiose liti fra le sei comunità. In special modo nelle zone contese dei monti Tombea e Camiolo; ognuna di esse rivendicava, più o meno fortemente, antichi diritti di possesso o transito, con il risultato che il normale e corretto uso veniva compromesso da continui sconfinamenti di mandrie e tagli abusivi di legname. Pertanto agli inizi del Cinquecento, onde evitare guai peggiori, si arrivò in due fasi successive con l’arbitrariato autorevole dei conti Lodron ad una spartizione di questi luoghi tra le varie ville o “communelli”. Infatti questi giocarono un ruolo attivo nella vicenda, persuadendo energicamente le comunità alla definitiva risoluzione del problema con la sottoscrizione di un accordo che fosse il più equilibrato possibile, tanto da soddisfare completamente ed in maniera definitiva le esigenti richieste delle numerose parti in causa. Il 5 luglio 1502 il notaio Delaido Cadenelli della   Valle di Scalve  redigeva a Turano sotto il portico adibito a cucina della casa di un tale Giovanni, un atto di composizione tra Armo e Magasa per lo sfruttamento consensuale della confinante valle di Cablone (nel documento Camlone, situata sotto il monte Cortina). Erano presenti i deputati di Armo: Bartolomeo, figlio di Faustino, e Stefenello, figlio di Lorenzo; per Magasa: Antoniolo, figlio di Giovanni Zeni, e Viano, figlio di Giovanni Bertolina. Fungevano da giudici d’appello i conti Francesco, Bernardino e Paride, figli del sopra menzionato Giorgio, passati alla storia delle cronache locali di quei tempi, come uomini dotati di una ferocia sanguinaria.  Il 31 ottobre 1511 nella canonica della chiesa di San Giovanni Battista di Turano, Bartolomeo, figlio del defunto Stefanino Bertanini di Villavetro , notaio pubblico per autorità imperiale, stipulava il documento della più grande divisione terriera mai avvenuta in Valle, oltre un terzo del suo territorio ne era interessato. Un primo accordo era già stato stipulato il 5 settembre 1509 dal notaio Girolamo Morani su imbreviature del notaio Giovan Pietro Samuelli di Liano, ma in seguito all’intervento di alcune variazioni si era preferito, su invito dei conti Bernardino e Paride, revisionare completamente il tutto e procedere così ad una nuova spartizione. Alla presenza del conte Bartolomeo, figlio del defunto Bernardino, venivano radunati come testimoni il parroco Bernardino, figlio del defunto Tommaso Bertolini, Francesco, figlio di Bernardino Piccini, tutti e due di Gargnano, il bergamasco Bettino, figlio del defunto Luca de Medici di San Pellegrino, tre procuratori per ogni Comune, ad eccezione di quello di Bollone che non faceva parte della contesa (per Magasa presenziavano Zeno figlio del defunto Giovanni Zeni, Pietro Andrei, Viano Bertolini), e si procedeva solennemente alla divisione dei beni spettanti ad ogni singolo paese. A Magasa veniva attribuita la proprietà del monte Tombea fino ai prati di Fondo comprendendo l’area di pertinenza della malga Alvezza e l’esclusiva di tutti i diritti di transito; una parte di territorio boscoso sulla Cima Gusaur e sul dosso delle Apene a Camiolo, in compenso pagava 400 lire planet alle altre comunità come ricompensa dei danni patiti per la privazione dei sopraddetti passaggi montani. Alcune clausole stabilivano espressamente che il ponte di Nangone (Vangone o Nangù nella parlata locale) doveva essere di uso comune e che lungo il greto del torrente Toscolano si poteva pascolare liberamente il bestiame e usarne l’acqua per alimentare i meccanismi idraulici degli opifici. Al contrario il pascolo e il taglio abusivo di piante veniva punito severamente con una multa di 10 soldi per ogni infrazione commessa. 
Alla fine dopo aver riletto il capitolato, tutti i contraenti dichiaravano di aver piena conoscenza delle parti di beni avute in loro possesso, di riconoscere che la divisione attuata era imparziale e di osservare rispettosamente gli statuti, gli ordini, le provvisioni e i decreti dei conti Lodron, signori della comunità di Lodrone e di quelle di Val Vestino.  Poi i rappresentanti di Armo, Magasa, Moerna, Persone e Turano giuravano, avanti il conte Bartolomeo Lodron, toccando i santi vangeli, di non contraffarre e contravvenire la presente divisione terriera e, con il loro atto, si sottoponevano al giudizio del foro ecclesiastico e ai sacri canoni di Calcedonia.

### Il contrabbando del 1800
Il contrabbando delle merci per evitare i dazi di importazione fu un problema secolare per quegli stati confinanti con la Val Vestino. Già nel 1615 il provveditore veneto di Salò, Marco Barbarigo, riferiva che "non si ha potuto usare tanta diligenza che non se sia passato sempre qualcuno per quei sentieri scavezzando i monti per la Val di Vestino et con proprij barchetti traghettando il lago d'Idro et anco per terra, entrando nella Val di Sabbio nel bresciano andarsene al suo viaggio". In tal modo allertava il Consiglio dei Dieci sulla permeabilità dei confini di stato nelle zone montane con la stessa Repubblica di Venezia che poteva ovviamente diventare particolarmente pericolosa nel casi di passaggi di banditi, contrabbandieri o per persone che violavano le misure sanitarie eccezionali, la nota "quarantena", che veniva applicata ai viaggiatori provenienti da luoghi dove erano scoppiate.
Verso il 1882 il Regno d'Italia completò la cinturazione dei confini di Stato della Val Vestino con la costruzione dei tre citati Caselli di Dogana presidiati dai militi della Regia Guardia di Finanza. Le cronache narrano che presso il Casello di Dogana di Gargnano, della Patoàla, il professor Bartolomeo Venturini era solito nascondere il tabacco nel cappello per sfuggire ai controlli e alla tassazione.
Nel 1886 una relazione dell'amministrazione delle gabelle del Regio ministero delle Finanze affermava che il contrabbando era favorito dall'aggravamento delle tasse di produzione del Regno, dei dazi di confine e del prezzo dei tabacchi. La frontiera dell'Austria-Ungheria, presidiata da pochi agenti era particolarmente estesa e costoro non erano in grado di contenere "la fiumana di contrabbando irrompente con sfrontata audacia su tutti i punti di questa estesissima linea". Così furono istituite nuove Brigate di Finanza tra cui a Idro e Gargnano considerati "punti esposti".
Bollone come Moerna, ma in generale tutti gli abitati di Valle e dell'Alto Garda Trentino e Bresciano, terre prossime alla linea di confine, diventarono così un crocevia strategico per il contrabbando di merci tra il territorio della Riviera di Salò e il Trentino attraverso la zona montuosa del monte Vesta, del monte Stino e dei monti della Puria. Lo storico toscolanese Claudio Fossati (1838-1895) scriveva nel 1894 che il contrabbando dei valvestinesi era l'unico stimolo a violare le leggi in quanto era fomentato dalle ingiuste tariffe doganali, dai facili guadagni e dalla povertà degli abitanti.
Nel 1894 è documentato il contrasto al fenomeno: l'Intendenza di Brescia comunicava che il brigadiere Rambelli Giovanni in servizio al Casello di Gargnano ottenne il sequestro di chilogrammi 93 di zucchero e chilogrammi 1 500 di tabacco di contrabbando e fu premiato con lire 25. La guardia Bacchilega Luigi in servizio alla sezione di Dogana di Bocca di Paolone ottenne il sequestro di chilogrammi 47 di zucchero con l'arresto di un contrabbandiere e l'identificazione di un'altra persona, fu premiato con lire 15. Lo stesso Bacchilega Luigi e la guardia Carta Giuseppe ottennero il sequestro di chilogrammi 70 di zucchero con l'arresto di un contrabbandiere e furono premiati con lire 30 per la pima operazione e con lire 20 per la seconda. Nello stesso anno il comandante della Regia Guardia di Finanza del Circolo di Salò ispezionò la sede di Gargnano, il Casello di Gargnano e la sezione di Hano.
Donato Fossati (1870-1949), il nipote, raccolse la testimonianza di Giacomo Zucchetti detto "Astrologo" di Gaino, un ex milite sessantenne della Regia Guardia di Finanza, pure soprannominato per la sua appartenenza al Corpo, "Spadì", in servizio nella zona di confine tra il finire dell'Ottocento e l'inizio del Novecento, il quale affermava che "i contrabbandieri due volte la settimana in poche ore, sorpassata la montagna di Vesta allora linea di confine coll'Austria e calati a Bollone, ritornavano carichi di tabacco, di zucchero e specialmente di alcool, che rivendevano ai produttori d'acqua di cedro specialmente" della Riviera di Salò.. Al contrario per importare merci di contrabbando dal basso lago di Garda, i contrabbandieri di Val Vestino si avvalevano dell'approdo isolato della "Casa degli Spiriti" a Toscolano Maderno. Qui sbarcate le merci e caricatele a basto di mulo, salivano per il ripido sentiero di Cecina inoltrandosi furtivamente oltre la linea doganale eludendo così la vigilanza della Regia Guardia di Finanza. Noto è pure il caso a fine secolo, del brigadiere del Casello di Gargnano che recandosi, senza armi e in abiti civili, a Bollone per compiere le indagini sul traffico illecito di confine, creò un caso diplomatico tra i due Paesi.
Nel 1903 una forte scossa di terremoto fu avvertita al Casello di Gargnano passata la mezzanotte del 30 al 31 maggio producendo dei danni lievi alla struttura senza pregiudicarne l'operatività mentre riferirono i militari che passò inosservata la scossa principale delle 8 e trenta del 29 maggio.

### I primi giorni della Grande Guerra. L'avanzata dei bersaglieri italiani
Cima Gusaur e Cima Manga in Val Vestino facevano parte fin dall'inizio della Grande Guerra dell'Impero austro-ungarico e furono conquistate dai bersaglieri italiani del 7º Reggimento nel primo giorno del conflitto, il 24 maggio 1915, sotto la pioggia. In vista dell’entrata in guerra del Regno di Italia contro l’Impero austro-ungarico, il Reggimento fu mobilitato sull’Alto Garda occidentale, inquadrato nella 6ª Divisione di fanteria del III Corpo d’Armata ed era composto dai Battaglioni 8°, 10° e 11° bis con l'ordine di raggiungere in territorio ostile la prima linea Cima Gusaner (Cima Gusaur)-Cadria e poi quella Bocca di Cablone-Cima Tombea-Monte Caplone a nord.
Il 20 maggio i tre Battaglioni del Reggimento raggiunsero Liano e Costa di Gargnano, Gardola a Tignale e Passo Puria a Tremosine in attesa dell’ordine di avanzata verso la Val Vestino. Il 24 maggio i bersaglieri avanzarono da Droane verso Bocca alla Croce sul monte Camiolo, Cima Gusaur e l'abitato di Cadria, disponendosi sulla linea che da monte Puria va a Dosso da Crus passando per Monte Caplone, Bocca alla Croce e Cima Gusaur.
Lo stesso 24 maggio, da Cadria, il comandante, il colonnello Gianni Metello, segnalò al Comando del Sottosettore delle Giudicarie che non si trovavano traccia, né si sapeva, di lavori realizzati in Valle dal nemico, le cui truppe si erano ritirate su posizioni tattiche al di là di Val di Ledro. Evidenziava che nella zona, priva di risorse, con soltanto vecchi, donne e fanciulli, si soffriva la fame. Il giorno seguente raggiunsero il monte Caplone ed il monte Tombea senza incontrare resistenza.
Lorenzo Gigli, giornalista, inviato speciale al seguito dell'avanzata del regio esercito italiano scrisse: "L'avanzata si è svolta assai pacificamente sulla strada delle Giudicarie; e uguale esito ebbe l'occupazione della zona tra il Garda e il lago d'Idro (valle di Vestino) dove furono conquistati senza combattere i paesi di Moerna, Magasa, Turano e Bolone. Le popolazioni hanno accolto assai festosamente i liberatori; i vecchi, le donne e i bambini (chè uomini validi non se ne trova no più) sono usciti incontro con grande gioia: I soldati italiani!
Gli austriaci, prima di andarsene, li avevano descritti come orde desiderose di vendetta. Ed ecco, invece, se ne venivano senza sparare un colpo di fucile...A Magasa un piccolo Comune della valle di Vestino i nostri entrarono senza resistenza. Trovarono però tutte le case chiuse. L'unica persona del paese che si potè vedere fu una vecchia. Le chiesero: "Sei contenta che siano venuti gli italiani?". La vecchia esitò e poi rispose con voce velata dalla paura: "E se quelli tornassero?". «Quelli», naturalmente, sono gli austriaci. Non torneranno più. Ma hanno lasciato in questi disgraziati superstiti un tale ricordo, che non osano ancora credere possibile la liberazione e si trattengono dall'esprimere apertamente la loro gioia pel timore di possibili rappresaglie. L'opera del clero trentino ha contribuito a creare e ad accrescere questo smisurato timore. Salvo rare eccezioni (nobilissima quella del principe vescovo di Trento, imprigionato dagli austriaci), i preti trentini sono i più saldi propagandisti dell'Austria. Un ufficiale mi diceva: "Appena entriamo in un paese conquistato, la prima persona che catturiamo è il prete. Ne vennero finora presi molti. È una specie di misura preventiva...".
Il 27 maggio occuparono più a nord Cima spessa e Dosso dell’Orso, da dove potevano controllare la Val d’Ampola, e il 2 giugno Costone Santa Croce, Casetta Zecchini sul monte Calva, monte Tremalzo e Bocchetta di Val Marza. Il 15 giugno si disposero tra Santa Croce, Casetta Zecchini, Corno Marogna e Passo Gattum; il 1º luglio tra Malga Tremalzo, Corno Marogna, Bocchetta di Val Marza, Corno spesso, Malga Alta Val Schinchea e Costone Santa Croce. Il 22 ottobre il 10º Battaglione entrò in Bezzecca, Pieve di Ledro e Locca, mentre l’11° bis si dispose sul monte Tremalzo. Nel 1916 furono gli ultimi giorni di presenza dei bersaglieri sul fronte della Val di Ledro: tra il 7 e il 9 novembre i battaglioni arretrarono a Storo e di là a Vobarno per proseguire poi in treno verso Cervignano del Friuli e le nuove destinazioni.

### La pratica dell'arte venatoria
Delle prime notizie sulla pratica della caccia in Valle, le apprendiamo da uno scritto del lontano 1840 del geografo Attilio Zuccagni-Orlandini, che scriveva riguardo l'economia locale: "Come gli abitanti di Val di Ledro, quelli di Val Vestina, traggono profitto dalla caccia degli uccelli, moltissimi prendendone per poi mandarli a vender fino a Brescia, così questi di Val Vestina trovano nella caccia e lucro e passatempo".
La montagna di Camiolo fu sempre tra i luoghi di caccia preferiti dei conti Bettoni, famiglia nobile originaria di Gargnano. Difatti il conte Ludovico Bettoni Cazzago, nativo di Brescia e vissuto nel corso dell'Ottocento, politico e senatore del Regno, è riportato dalle cronache di famiglia che preferiva la caccia vagante a beccacce, lepri, galli cedroni in Val Vestino o sulle montagne di Tremosine, ove si recava con grandi mute di cani, in compagnia dei suoi contadini e di molti amici, fra cui, Agostino Conter.
Più tardi, nel 1896, scriveva da Rasone di Gargnano su una rivista della caccia, una cacciatore a riguardo della pochezza di numeri della selvaggina e dei mezzi illegali praticati per cacciarla comprese anche nelle montagne della Val Vestino. La firma dell'articolo è anonima, ma visto che il luogo era la residenza di montagna dei conti Bettoni, forse l'articolista apparteneva a quella nobile famiglia e si può supporre che fosse lo stesso conte Ludovico Bettoni: 
"Rasone di Gargnano, 11 ottobre.
Oggi abbiamo un tempo indiavolato, acqua, vento e nebbia ei tengono odiosa compagnia. Di fringuelli e di altri uccelli in genere se ne è fatto una ecatombe nei giorni scorsi, ma di beccacce qui non abbiamo avuto il bene di vedere una fino ad ora.
Il dispiacere viene lenito però da qualche pernice, coturna e lepre, ma in massima caccia magra. Non vi tenni parola della mia gita in Valle di Vestino, perché ebbi una quasi disillusione, quantonque sia stato più fortunato di tanti altri. Dalle risultanze debbo conchiudere che se non viene provveduto per tempo, la selvaggina stazionaria andrà presto a scomparire causa molteplici mezzi illegali che vengono impiegati per l'aucupio della medesima. Dalle relazioni che leggo posso con sicurezza ritenere che anche i cacciatori della pianura 
ottengono tisici risultati dalle loro cinegetiche escursioni, per cui si può ripetere che: "Se Messena piange, Sparta non ride". Miss". Aggiungeva il nostro al riguardo del fenomeno del bracconaggio: "La caccia in montagna praticata nei territori di Tignale, Tremosine, Cadria, Val Vestino, Bagolino, nella Valsesia ed in parte dell'alta Val Camonica, fatta eccezione alla regina del bosco, ha lasciato grati ricordi, pel fatto che di pernici, coturnici, pernici bianche, galli di monte e lepri se ne son fatte soddisfacenti prese, ad onta del crescente bracconaggio, che per non vedersi represso, va ogni giorno aumentando in audacia".
Nel 1940, il prefetto di Trento ritenuta l'opportunità di disporre fino nuovo ordine il divieto assoluto di caccia e di uccellagione nel territorio della provincia di Brescia costituente la riserva di caccia di Valvestino, "la cui concessione è stata disposta con decreto del Prefetto di Trento in data 19 agosto 1931-IX, numero 23881/TII B, decretò ai sensi dell'articolo 23 del ricordato testo unico viene disposta, fino a nuovo ordine, il divieto assoluto di caccia e di uccellagione nella riserva di caccia di Valvestino, la concessione è stata disposta con decreto del Prefetto di Trento in data 19 a posta 11-1X, n. 3881/111 B. Il Comitato provinciale della caccia di Brescia è incaricato
della esecuzione del presente decreto. Il presente decreto sarà pubblicato nella Gazzetta Ufficiale del Regno.
Roma, ddl 22 dicembre 1940-XIX. Il ministro Tassinari".

## Monumenti e luoghi d'interesse

### La chiesa di San Rocco
Fu edificata fra il 1580 e il 1º giugno 1599 e dedicata al Santo che protesse la Val Vestino dalle ricorrenti pestilenze. Fu ampliata nel 1835 e conserva una pala d'altare attribuita al pittore veneziano Stefano Celesti. Sorge sul dosso Castel e per la sua costruzione furono adoperate le pietre dell'antico castello edificato dal milite ghibellino Bonifacino da Bollone.

### La casa e la famiglia Marzadri

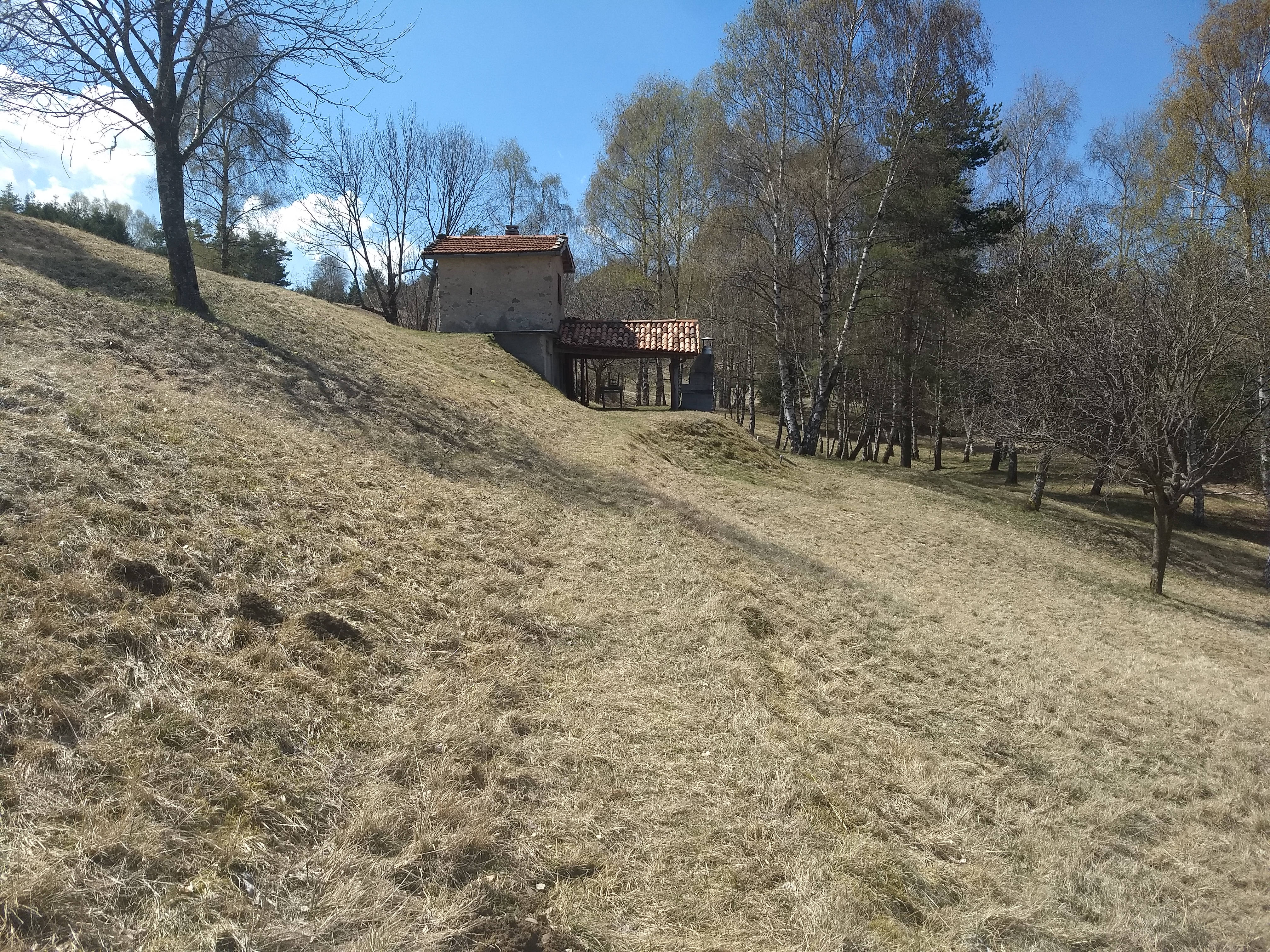
Località Casì a monte Camiolo. Il fondo agricolo fu di proprietà della famiglia Marzadri e successivamente fu istituito a legato per le necessità dei più bisognosi. Comprendeva pure l'esercizio di un roccolo.

Casa Marzadri è l'antica residenza della nobile famiglia Lodron, feudatari della Val Vestino per circa sette secoli. L'edificio fu adibito anche a Dazio lodroneo e fu acquistato nel corso del XVIII secolo dalla benestante famiglia Marzadri, che oggi estinta, è stata una delle più antiche e importanti non solo di Turano, ma di tutta la Val Vestino. Secondo i ricercatori il cognome Marzadri-o dovrebbero derivare dal termine dialettale trentino e veneto marzadr o marzar (merciao), cioè venditore ambulante di articoli di merceria come aghi, spilli, filati, nastri e bottoni.
Quella dei Marzadri fu una casata di maestri, sacerdoti e in special modo di notai che diede un grande contributo allo sviluppo sociale valvestinese.
Tra i vari esponenti si ricorda il notaio Giovanni Pietro Marzadri che esercitò tra il 1739 e il 1770, una certa Marzadri, madre del noto bandito Eliseo Baruffaldi, morì assassinata il 29 giugno 1603 e il sacerdote don Giovanni Antonio Marzadri (Gargnano, 1568 ca.-Salò, 4 luglio 1609), figlio di Tommaso di Turano e imparentato con la famiglia di Eliseo Baruffaldi per via materna. Costui, ex rettore della Pieve di San Giovanni a Turano dal 1594 al 1603, fu bandito dai territori della Serenissima il 19 agosto 1603 dal provveditore veneto di Salò, Filippo Bon, per aver commesso omicidi e nefandezze varie, tra le quali fu implicato nell'assassinio della madre di Eliseo Baruffaldi. Rivale della banda di Giovanni Beatrici detto Zanzanù di Gargnano, fu da costui il 19 dicembre 1608 assediato nel campanile di Pieve di Tremosine e poi, grazie all'intervento della popolazione locale, fu salvato e consegnato alla giustizia. Interrogato dal provveditore ammetterà di essere un bandito e fu giustiziato sulla pubblica piazza di Salò nella mattina del 4 luglio 1609. Altro sacerdote della casata Antonio Marzadri (1721-1803) arrestato dal Consiglio di Trento nel 1798 per tradimento di Stato.
I Marzadri divennero nei secoli talmente benestanti che erano giunti al punto di chiamarsi “signori della villa di Turano e di Pomarolo”, in Val Lagarina, luogo, ove una parte di essi, da tempo si era trasferita in cerca di nuove opportunità lavorative.
È difatti a Brancolino e Rovereto che un ramo della famiglia Marzadri, quella appunto dei Parisi, fece fortuna primeggiando nell'arte della produzione e del commercio della seta. Lo stesso imperatore Francesco Giuseppe premiò la nascente casata con il titolo baronale, e oggi la famiglia Parisi, divisa a sua volta in molti discendenze, gestisce avviate case di spedizioni a Vienna, a Trieste, a Venezia e a Treviso.

### La segheria veneziana di Cola
La segheria fu costruita nel 1913 da Stefano Viani di Turano in prossimità del torrente Toscolano in località Cola nelle vicinanze dell'ex Bersaglio di tiro, ed è stata la seconda segheria meccanica della Val Vestino dopo quella detta Pomelli già operativa nel 1875 nella valle del Droanello difatti fino ad allora i tronchi venivano lavorati manualmente, con un "segone a due manici".
La segheria fu acquistata dalla società Feltrinelli di Gargnano insieme agli altri due impianti, uno al Molino di Bollone e l'altro a Moerna, contribuendo in modo determinante allo sfruttamento economico delle risorse forestali della Valle. Essa rimase in funzione fino agli anni Cinquanta, quando venne definitivamente sostituita dalla segheria elettrica posta a fianco, gestita fino agli anni Ottanta da Bruno Donati, un ex segantino dei Feltrinelli. Acquistata nel 1991 dall'Azienda Regionale delle Foreste della regione Lombardia, è stata ricostruita dall'ERSAF nel 2013.
La ruota idraulica di questa Segheria è un dispositivo atto a trasformare l'energia di piccoli corsi d'acqua in energia meccanica, in forma di moto rotatorio. Questa energia poteva essere utilizzata per far funzionare mulini, magli, pestelli, mantici e, appunto, segherie. La ruota idraulica si diffuse nel Medio Evo ed ebbe il momento di massima espansione tra il XVIII e il XIX Secolo. La ruota idraulica della segheria della Val Vestino riproduce l'originale che funzionò dal 1913 fino alla fine degli anni Quaranta del Novecento. Si tratta di una ruota idraulica del tipo "da sopra", più efficiente energeticamente rispetto a quelle in cui l'acqua scorre sotto la ruota. L'acqua prelevata dal torrente Toscolano viene trasportata attraverso un canale sospeso in legno fino a cadere sulle pale della ruota. Questa ha un diametro di 4 metri, ed è costituita da 31 cassette che, riempiendosi, attivano il movimento rotatorio. L'acqua successivamente, attraverso un canale nel terreno, viene restituita al torrente. La dimensione della ruota della segheria della Val Vestino è maggiore rispetto a quella delle classiche "veneziane", che generalmente venivano realizzate dove la portata idrica era elevata e permetteva una velocità di rotazione superiore, in grado di azionare direttamente il sistema "biella-manovella". Più propriamente la segheria di Cola è una "augustana", con una velocità rotatoria inferiore e la conseguente necessità di un sistema di ingranaggi in grado di aumentare il numero di giri al minuto dell'albero che aziona il sistema "biella-manovella". Ma il termine "veneziana" veniva utilizzato nelle nostre vallate per tutte le segherie ad acqua.

### Il mulino ad acqua di Cedrine
Il vecchio mulino ad acqua di Turano edificato lungo il torrente Toscolano in località Cedrine a fianco dell'antica mulattiera, era certamente già attivo nel 1860, come risulta dai catasti della Provincia del Tirolo. Di proprietà della Comunità Montana Alto Garda è stato ristrutturato e adibito a scopo museale.
Al mulino giungevano ogni giorno i contadini della zona con asini e muli carichi di sacchi di frumento e granoturco per andarsene poi con la farina bianca e gialla che ne avevano ricavato per fare pane e polenta. 
Ha continuato la sua attività fino agli inizi degli anni ‘50 del Novecento, quando il mugnaio emigrò in Svizzera per cercare lavoro. La necessità di macinare cereali, a partire dal secondo dopoguerra, si era molto ridotta.
Sono osservabili le macine originali, le tramogge, i palmenti e una serie di pannelli illustrativi permette di conoscere come funzionava l'impianto, com'era la vita del mugnaio e quali fossero i cereali che venivano coltivati nella Valle e quindi macinati.
Le due ruote di cui è dotato il mulino sono installate lungo il lato a monte e venivano raggiunte dall'acqua derivata dal torrente Toscolano attraverso la canalizzazione che corre sopra di esse. La pendenza del terreno consentiva che l'acqua giungesse in questo punto ad un'altezza sufficiente perché cadesse dall'alto.
Le ruote sottostanti permettevano di sfruttare il movimento e il peso dell'acqua che, riempiendo le cassette poste lungo la loro circonferenza, forniva l'energia necessaria per muoverle. Il movimento rotatorio delle ruote, per mezzo dell'albero motore attorno al quale giravano, si trasmetteva alle macchine poste all'interno del mulino. 
L'acqua defluiva poi attraverso il canale interrato tornando al torrente.

### Il monumento a Giuseppe Feltrinelli e la strada provinciale
Il monumento si trova al bivio della strada Turano-Magasa in località Bersaglio, l'ex poligono di tiro austriaco e fu edificato a ricordo della costruzione della carrozzabile Magasa-monte Gargnano avvenuta nel 1931 e terminata nel 1936. Le spese dell'opera furono sostenute in parte dalla provincia di Brescia, da quella di Trento, dai comuni di Valvestino e Gargnano ma ancora di più dall'ingegnere Giuseppe e Giacomo Feltrinelli, ricchi imprenditore del legno originari di Gargnano ma trapiantati a Milano.
Difatti già nel 1920 fu posto dai comuni di Armo, Bollone, Magasa e Turano e dall'ing. Giuseppe Feltrinelli il problema del prolungamento della strada Gargnano-Navazzo con la Valvestino. Approntato nel 1923 dal prof. Arturo Cozzaglio e dagli ingegneri Cozzaglio e Brusa il progetto di massima, trovò avvio con la costituzione il 17 novembre 1930 di un apposito Consorzio. Con l'inizio dei lavori, nel maggio 1931, su definitivo progetto dell'ing. Federico Cozzaglio, assunto finanziariamente dal Comune di Gargnano e per Navazzo da Giacomo Feltrinelli, nel dicembre 1932 la strada era in parte percorribile e venne completata nel 1936. All'entrata in Navazzo a sinistra, di fronte all'ufficio postale, all'ombra degli abeti del piccolo parco Comboni si erge un cippo con la seguente dedica: "Strada per Valvestino costruita dalle province di Brescia e Trento e dai comuni di Gargnano e Valvestino con munifico contributo di Giuseppe e Giacomo Feltrinelli A. XII - E.F.".
La stele in marmo del monumento di Turano reca la scritta: "Monumento a Giuseppe Feltrinelli. A perenne memoria del Grand Uff. Ingegnere GIUSEPPE FELTRINELLI. Anima nobilissima di benefattore che volle fermamente contribuendo con munifica offerta la costruzione di questa strada perché fosse apportatrice di prosperità alla isolata valle. Le popolazioni di Valvestino di Magasa e Gargnano gli operai addetti ai lavori Riconoscenti posero. ANNO 1936".

### La chiesa di San Giovanni Battista Decollato
La primitiva chiesa di Turano, originariamente dipendente dalla pieve di Tignale e poi eretta a pieve autonoma, sorse nell'Alto Medioevo, approssimativamente tra i secoli VIII e IX; tuttavia, la prima citazione che attesta l'esistenza della pieve, menzionata come Ecclesia Sanctae Mariae de Turano, risale al 928 ed è contenuta nel testamento del vescovo veronese Nokterio.
Una nuova chiesa venne edificata "in altro luogo" tra il XI e il XIII secolo a causa della caduta in rovina per lo smottamento del terreno sulla quale era stata costruita la primitiva. In quel periodo il prato antistante l'edificio era chiamato "Prato della Pica", ossia della forca, poiché i "vicari" i rappresentanti giudiziali dei conti Lodron,i feudatari di Valle, erano soliti leggere alla folla radunata, dopo le funzioni religiose, le sentenze di morte comminate dai giudici della contea. La chiesa fu poi ricostruita nel XVI secolo, restaurata nel Settecento ed eretta a parrocchiale nel 1786.
L'edificio venne rimaneggiato nel XIX secolo; il 6 agosto 1964 la parrocchia turanese, assieme a quelle di Armo, Bollone e Magasa, passò dall'arcidiocesi di Trento alla diocesi di Brescia.
Il 14 aprile 1989, come stabilito dal Direttorio diocesano per le zone pastorali, la chiesa confluisce nella neo-costituita zona pastorale dell'Alto Garda; sul finire degli anni novanta l'interno dell'edificio fu oggetto di una ristrutturazione.

### La vecchia "calchèra" della Stretta
Il semicerchio di sassi biancastri, in parte crollati, incassato nel terreno ed aperto su di un lato, è quanto rimane di questa vecchia "calchèra", cioè una fornace per la produzione della calce costruita nel secolo scorso da una famiglia di Turano in località Ponte della Stretta opposta al corso del torrente Toscolano.
Per la sua costruzione sono stati usati soprattutto blocchi di roccia calcarea, resistenti alle alte temperature (900 gradi) che si raggiungevano durante la "cottura" dei sassi.
Ogni ciclo di produzione richiedeva molte tonnellate di sassi di calcare escavati nelle vicinanze, altrettante di fascine di legna per il fuoco e di acqua. In fondo, in corrispondenza del foro da cui sarebbe stata continuamente alimentata, veniva posta la legna. Sopra venivano poi accumulati i sassi calcarei per tutta l'altezza della calchèra. Il tutto era infine ricoperto da uno strato di argilla o terra con fori di sfiato. La cottura durava circa una settimana ed era controllata notte e giorno: una volta conclusa, si attendeva per alcuni giorni, il raffreddamento del materiale. Scoperchiando la calchèra, i sassi ormai trasformati in calce viva, venivano estratti con spessi guanti o con il badile. Il processo di lenta cottura in assenza di ossigeno, aveva trasformato il carbonato di calcio in ossido di calcio, estremamente caustico, la calce viva. Quest'ultima mescolata con l'acqua derivata in canale dal vicino rio, si sarebbe trasformata nella "calce spenta", che un tempo aveva molteplici utilizzi. Innanzi tutto mescolata alla sabbia come legante in edilizia, ma anche, aspersa sulle pareti di case e delle stalle, come imbiancante dalle proprietà fortemente disinfettanti.

### Il Cuèl Zanzanù del Martelletto
Il Cùel Zanzanù, detto anche Cùel o Covolo del Martelletto, è una grotta situata ora nel territorio del comune di Valvestino e prima ancora del 1931 in quello di Turano.
Il sito posto alla base della Corna del Martelletto a circa metri 700 sul livello del mare nella parte meridionale della Valle del Droanello è raggiungibile solo a piedi salendo lungo un tracciato di circa due chilometri che parte dal greto del torrente Droanello. Il cùel, usato in passato come ricovero occasionale dai pastori, ha una valenza storica in quanto fu rifugio di banditi nel corso del Seicento come Giovanni Beatrice detto Zanzanù e Eliseo Baruffaldi. Recentemente l'ERSAF della Regione Lombardia ha riattivato il sentiero d'accesso, denominato "Sentiero del Zanzanù", collocandovi un pannello informativo all'inizio della salita sulla strada del Droanello e un altro presso la grotta.

## La natura
La zona è conosciuta per la ricchezza della sua flora. Il botanico trentino Francesco Facchini in una sua esplorazione avvenuta poco prima della metà dell'Ottocento, trovò sotto l'abitato, nelle vicinanze della strada, un Gladiolus palustris, mentre il 5 luglio 1853 il botanico bavarese Friedrich Leybold rinvenne, su uno spuntone dolomitico, una rara Scabiosa Vestina.

## Galleria d'immagini

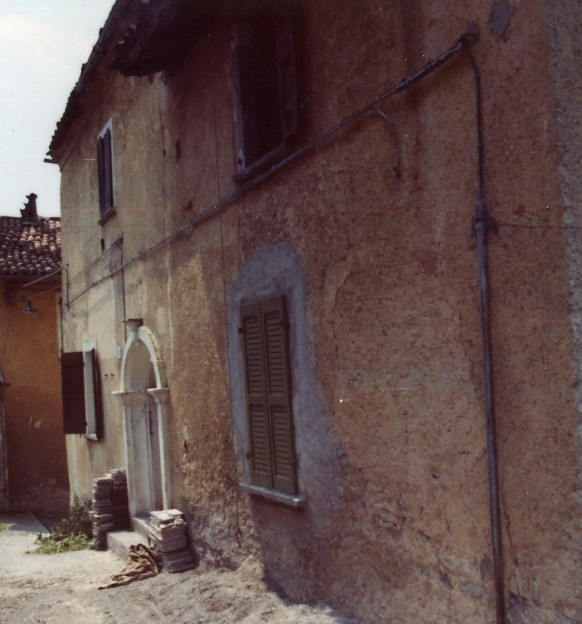
Casa Marzadri ex proprietà dei conti Lodron e sede del Dazio
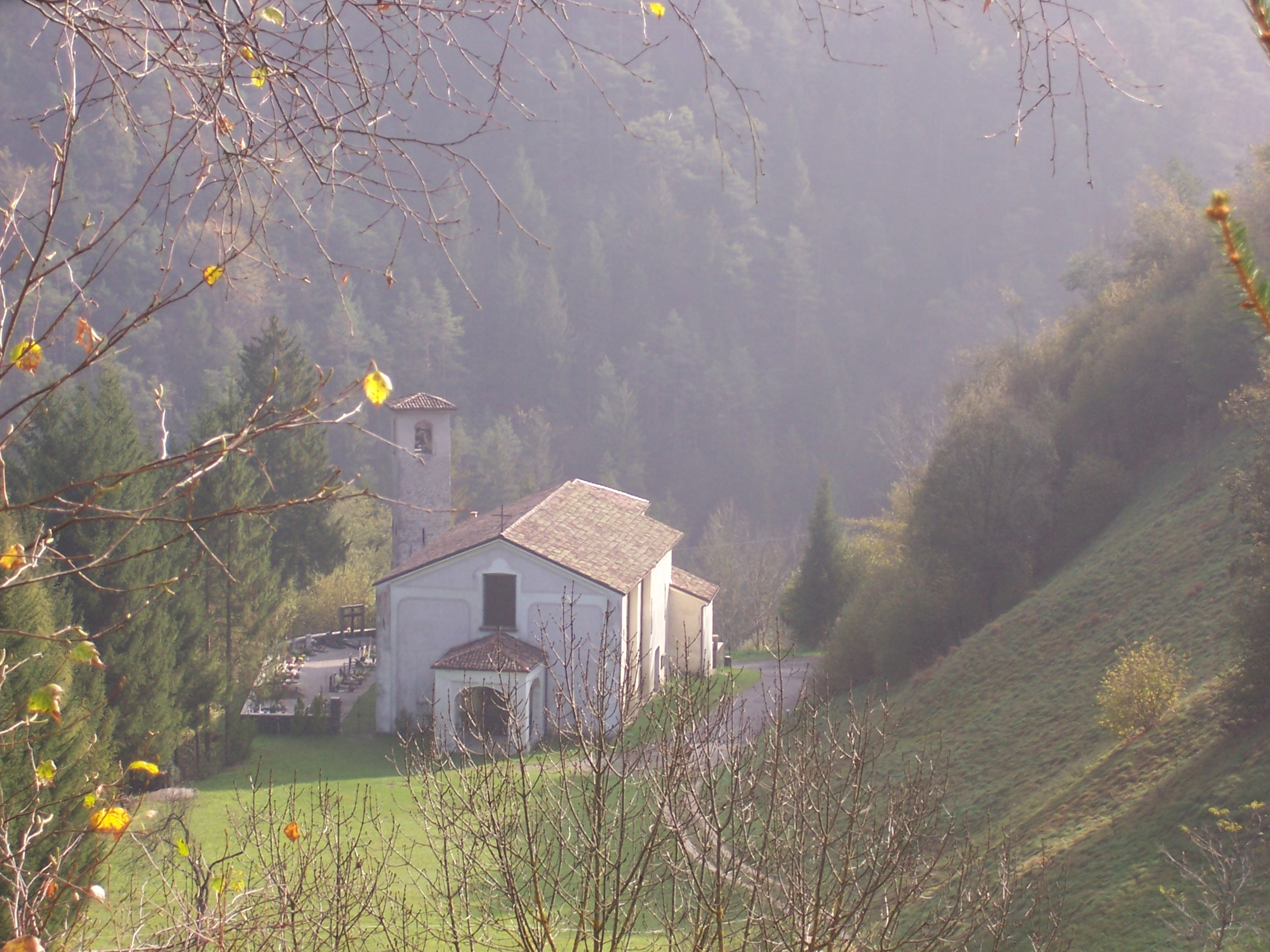
L'antica Pieve di San Giovanni Battista a Turano
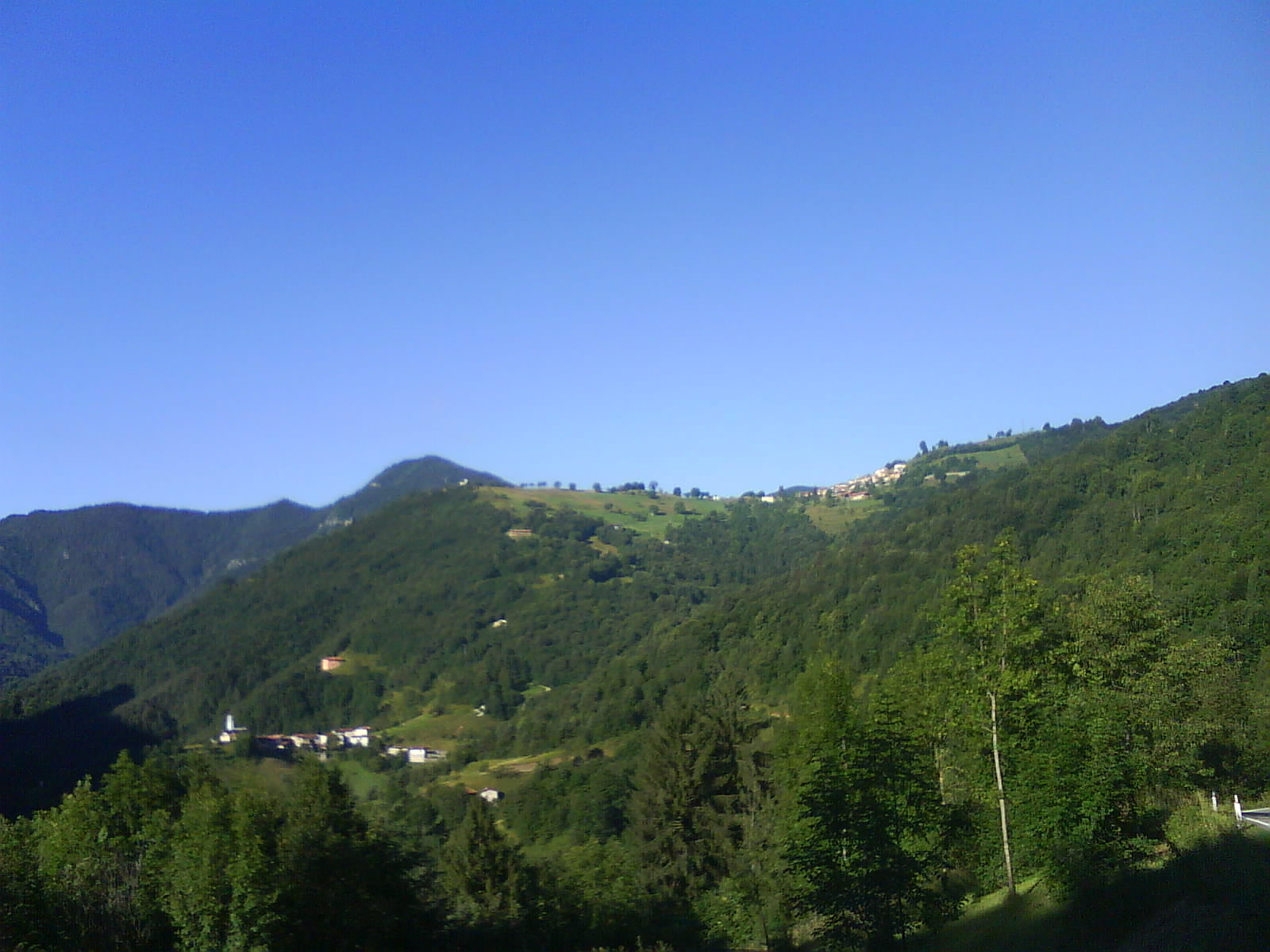
In basso a sinistra il villaggio di Turano, in alto a destra quello di Moerna
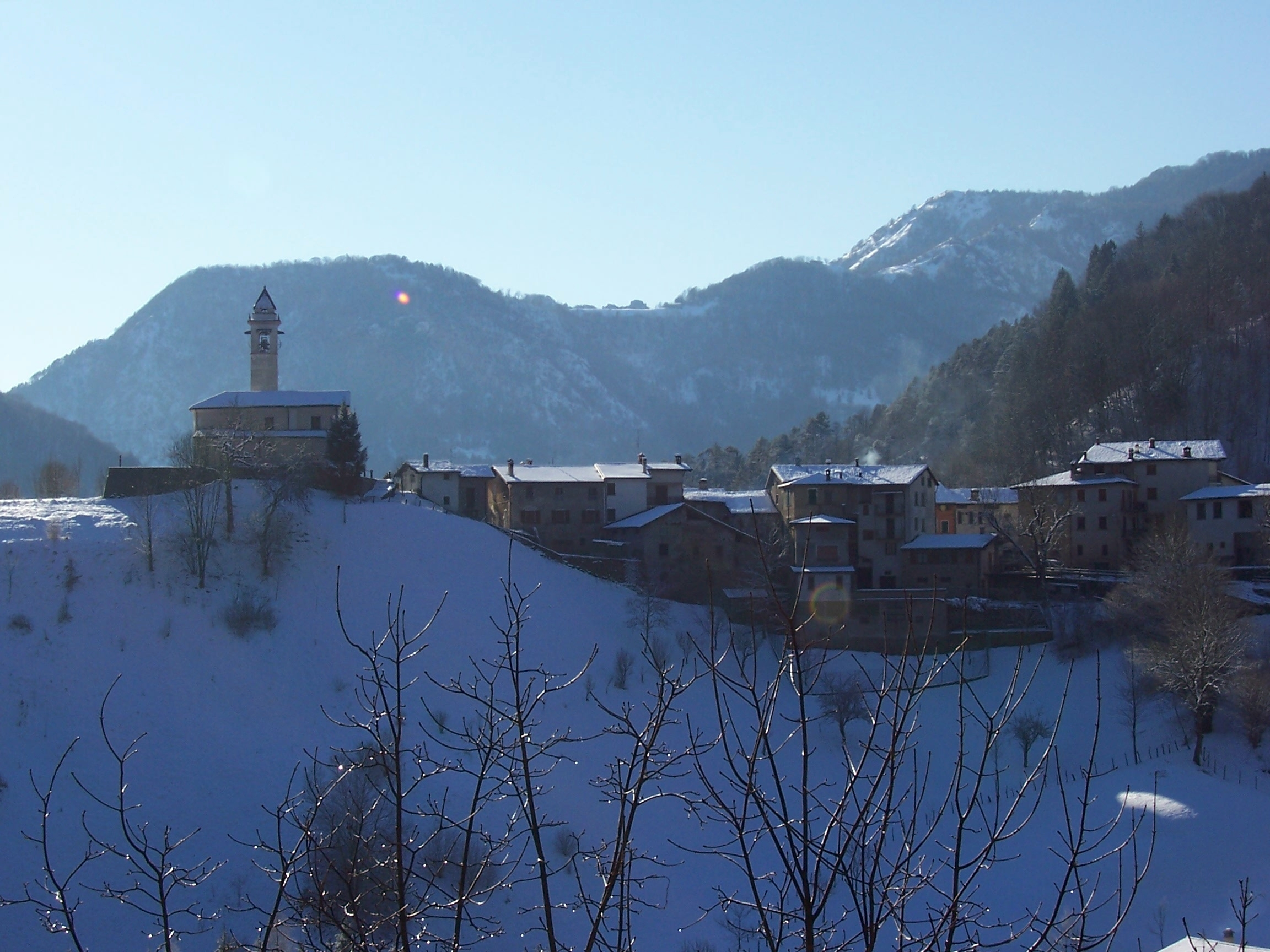
Particolare di Turano
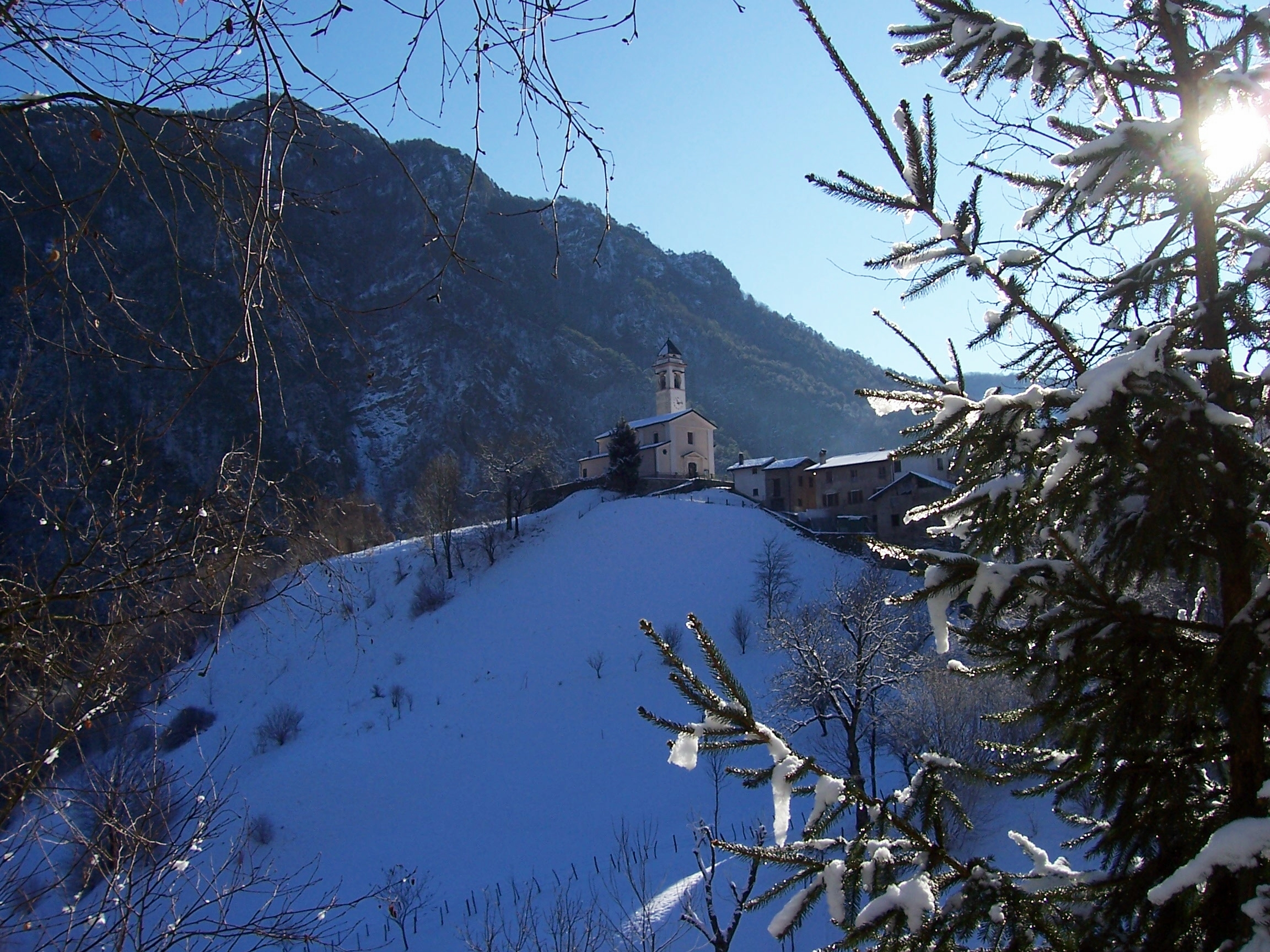
La chiesa di San Rocco
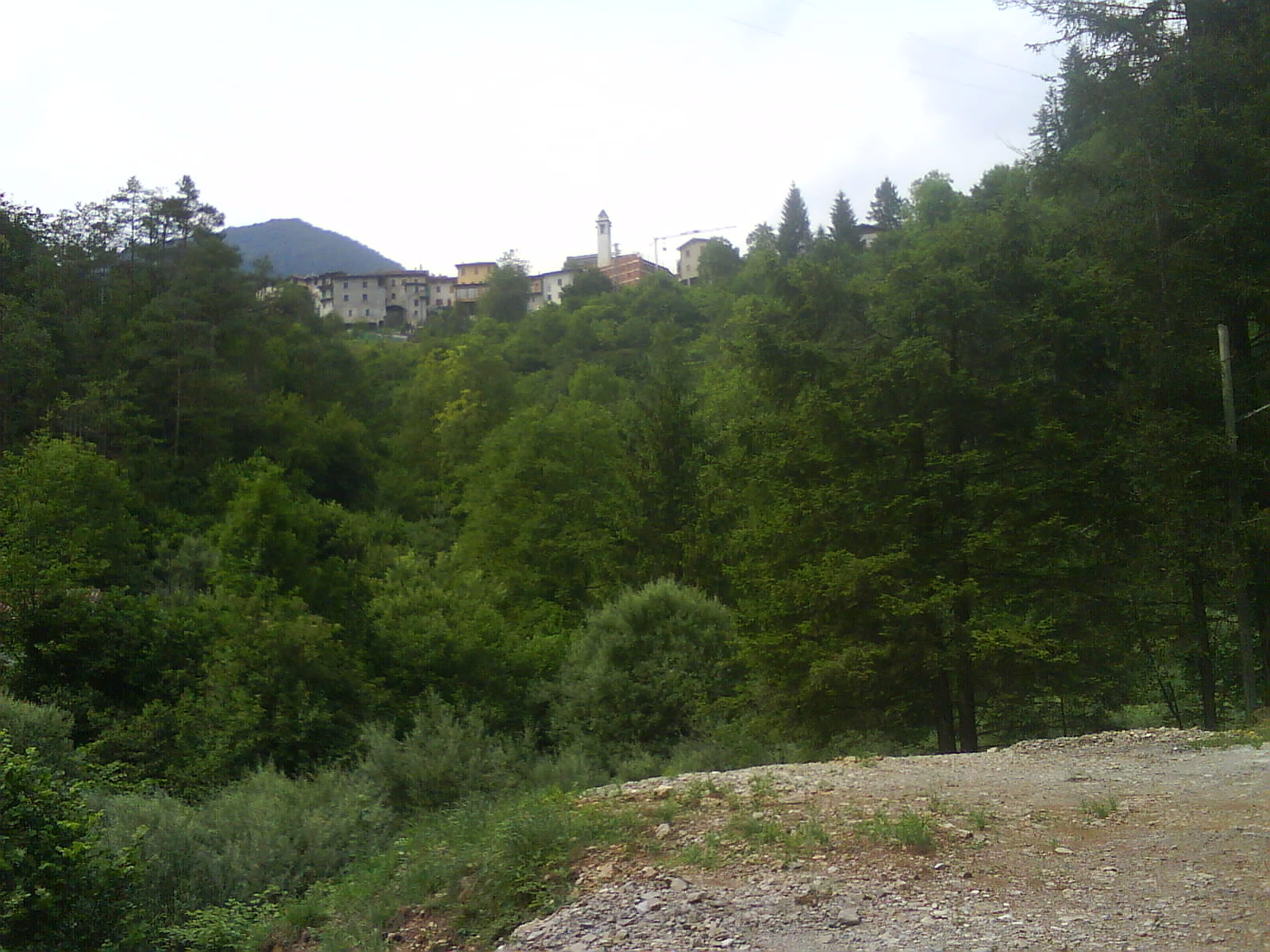
Turano
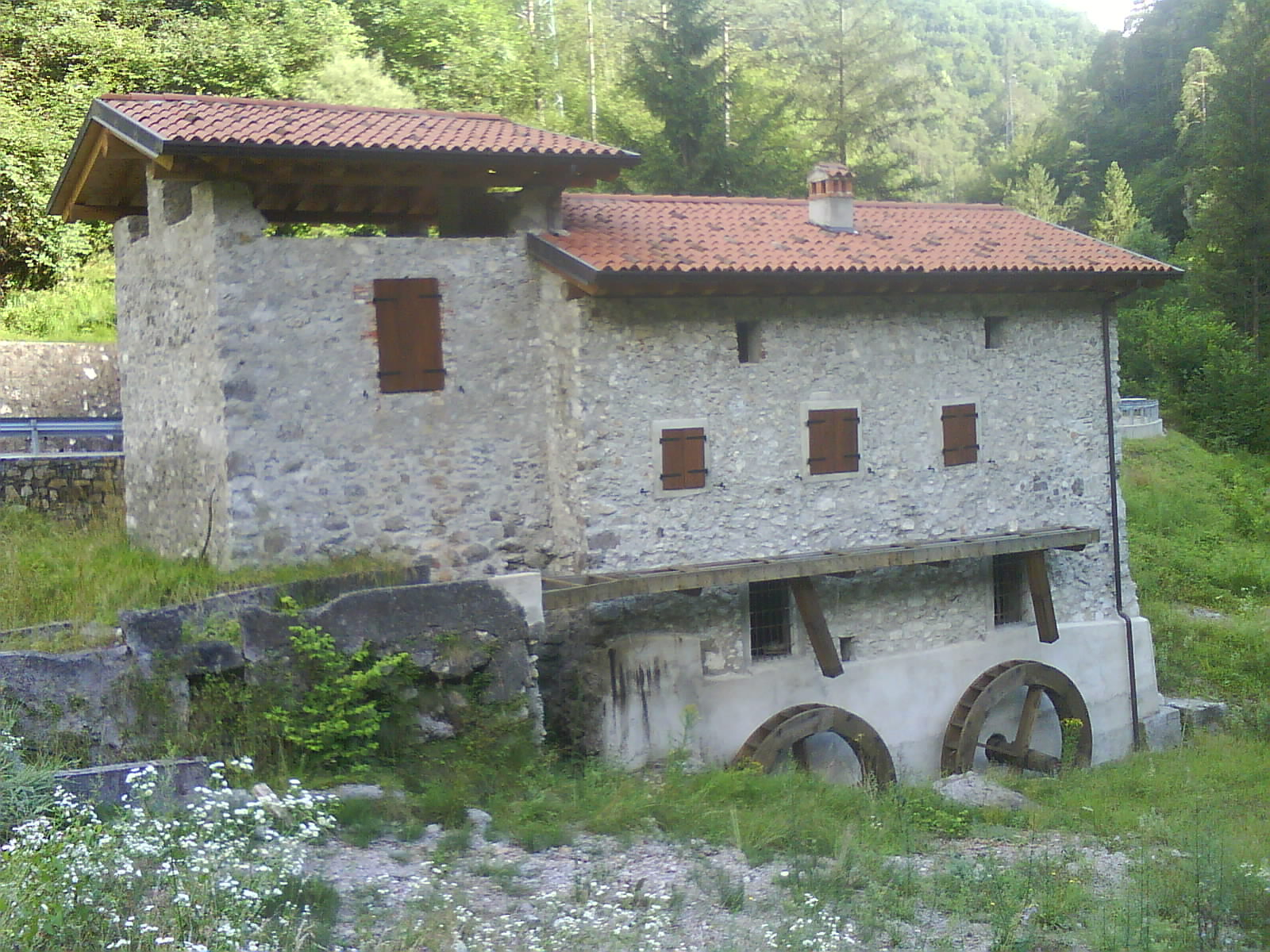
L'antico mulino ad acqua di Turano